# Feodor Felix Konrad Lynen
Feodor Felix Konrad Lynen (München, 6 april 1911 – aldaar, 6 augustus 1979) was een Duits biochemicus en Nobelprijswinnaar. In 1964 won hij samen met Konrad Emil Bloch de Nobelprijs voor de Fysiologie of Geneeskunde voor hun onderzoek naar cholesterol en de stofwisseling van vetzuren.

## Biografie
Feodor Lynen werd geboren in München als zevende van de acht kinderen van Wilhelm Lynen, hoogleraar werktuigkunde aan de Technische Universiteit München, en Frieda Prym Lynen. Na het afstuderen aan de Luitpold-Gymnasium in 1927 begon hij zijn studie in 1930 aan de faculteit scheikunde van de Universiteit van München. In 1937 studeerde hij onder Heinrich Wieland af met het werk "On the Toxic Substances in Amanita". Drie maanden later huwde hij Wielands dochter, Eva, met wie hij vijf kinderen zou krijgen: Peter, Annemarie, Susanna, Eva-Marie en Heinrich.
Na nog enkele jaren lezingen te hebben gegeven aan de Universiteit van München, werd hij in 1947 aangesteld als universitair hoofddocent. In 1953 werd hij er gewoon hoogleraar biochemie. Vanaf 1954 was Lynen, naast zijn hoogleraarschap, directeur van het Max-Planck Instituut voor Cellulaire Chemie in München, welke in 1972 werd samengevoegd met het Max-Planck Institute of Biochemistry.
Lynen belangrijkste onderzoeksgebied was het metabolisme van cholesterol en vetzuren, hij isoleerde het coenzym A (CoA) uit gist en droeg belangrijk bij aan het begrijpen van het mechanisme van biotine-afhankelijke carboxylatie. Samen met Konrad Emil Bloch werd hij onderscheiden met de Nobelprijs voor zijn werk omtrent cholesterol en vetzuren. Op 11 december 1964 gaf Lynen zijn Nobel-lezing getiteld The Pathway from Activated Acetic Acid to the Terpenes and Fatty Acids.